# Bella (Cameroun)
Pour les articles homonymes, voir Bella.
Bella est un village du Cameroun situé dans la région du Sud et le département de l'Océan, chefferie de 3e degré du groupement Bakoko dans la commune de Lokoundjé. 

## Géographie
Le village est situé sur la route départementale D81, axe Elogbatindi-Bipindi, à 27 km au sud d'Elogbatindi, 36 km au nord de Bipindi; sur la route départementale D91, axe Pama-Eséka, à 32 km à l'est du chef-lieu communal Fifinda.

## Population
En 1966, la population était de 379 habitants. Le village disposait avant 1966 d'une école publique à cycle complet. Lors du recensement de 2005, le village comptait 474 habitants dont 241 hommes et 233 femmes, principalement des Bakoko et des Bassa. Un campement pygmée est associé au village à Put Mikop.

## Services et infrastructures
La localité dispose en 2011 de nombreux services ; école primaire, un collège d'enseignement secondaire (CES), un centre de santé intégré (CSI), un puits à pompe, signaux radio et télé